# Jacques-Florent Goujon
Jacques-Florent Goujon (* 15. November 1621 in Dijon; † Oktober 1693 in Pignerol) war ein französischer Franziskaner und Reisender.

## Leben
Jacques-Florent Goujon war ein Sohn des reichen Eisenhändlers Jacques Goujon. Nach dem Erwerb der grundlegenden Schulkenntnisse trat er am 2. November 1636 in der Franziskanerorden ein. Daraufhin wirkte er lange an verschiedenen französischen Orten erfolgreich als Prediger. 1666 begab er sich auf Befehl seiner Ordensoberen, die seine Gewandtheit in vielen Fällen hatten kennengelernt, nach Jerusalem, um die Leitung des dortigen Franziskanerklosters, dem die Aufsicht über das heilige Grab anvertraut war, zu übernehmen.
Nach einem dreijährigen Aufenthalt in Jerusalem erhielt Goujon den Auftrag, nach Rom zu reisen, um dort einige zwischen seinem Orden, dem Papst Clemens IX. und der Kongregation zur Verbreitung des Glaubens entstandene Streitigkeiten zu schlichten. Er schiffte sich am 8. Januar 1669 zu Saide mit vier maronitischen Knaben, die er auf Anordnung des Patriarchen von Antiochien in eine Erziehungsanstalt nach Rom bringen sollte, auf einem französischen Kauffahrtschiff ein, überstand in der Nähe Maltas einen gefährlichen Sturm und landete am 6. Februar 1669 in Marseille. Von hier eilte er nach Rom, um die Angelegenheiten seines Ordens zu besorgen, und kehrte dann in sein Vaterland zurück. Dort gab er einen Bericht über seinen Aufenthalt in Jerusalem und seine Rundreisen in Syrien und einem Teil Ägyptens (Histoire et voyage de la Terre Sainte, où tout ce qu’il y a de plus remarquable dans les saints lieux est très-exactement décrit, Lyon 1672)  herausgab. Dieses Werk erlangte nur geringe Bekanntheit, verdient aber Beachtung, da es neben vielen gewöhnlichen Beschreibungen heiliger Orte und wundervoller Erzählungen brauchbare Bemerkungen über den damaligen Zustand des Landes enthält.
Zuletzt war Goujon Feldkaplan beim Dragonerregiment des Grafen von Grammont und starb im Oktober 1693 im Alter von knapp 72 Jahren in Pignerol.